# Malcoha à sourcils rouges
Dasylophus superciliosus
Espèce
Statut de conservation UICN

 LC  : Préoccupation mineure
Synonymes
- Phaenicophaeus superciliosus (Protonyme)

Le Malcoha à sourcils rouges (Dasylophus superciliosus) est une espèce d'oiseau de la famille des Cuculidae, endémique des Philippines.

## Liste des sous-espèces
- Dasylophus superciliosus cagayanensis (Rand & Rabor, 1967)
- Dasylophus superciliosus superciliosus (Dumont, 1823)